# Duomo di San Pietro e Santa Maria Maggiore
Il duomo di San Pietro e Santa Maria Maggiore - Regia Cappella Palatina è il principale luogo di culto di Calascibetta.

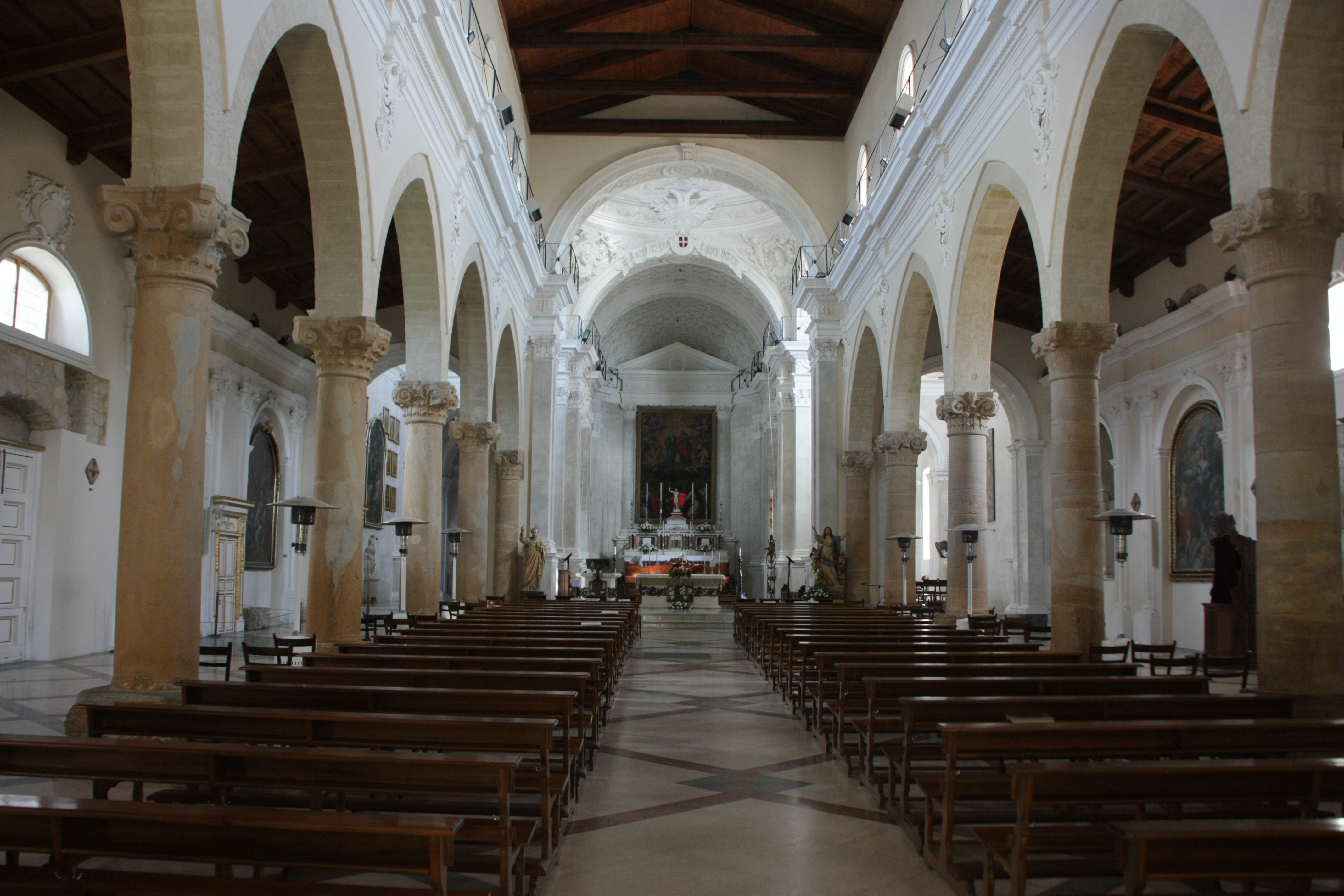
Navata.

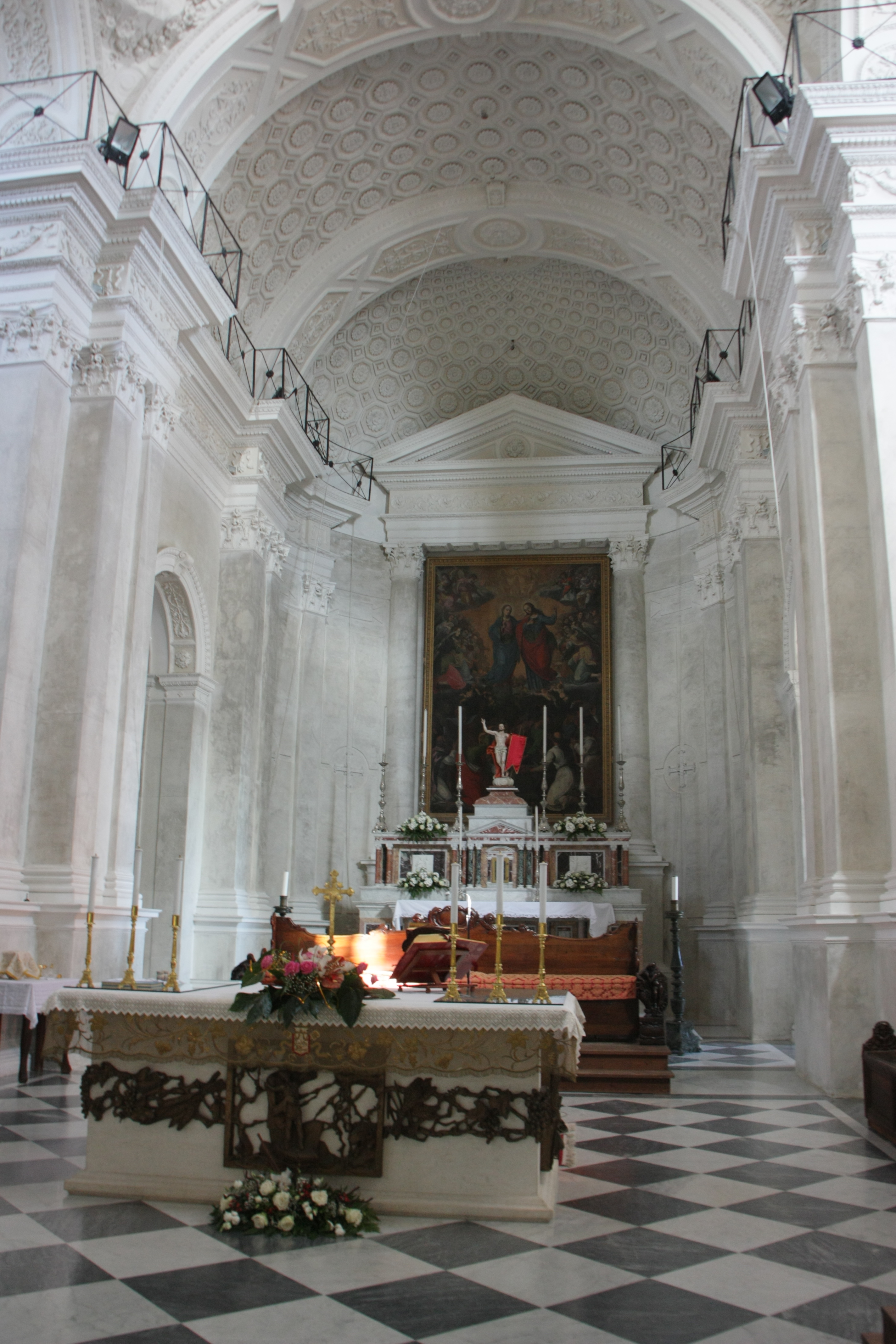
Presbiterio.

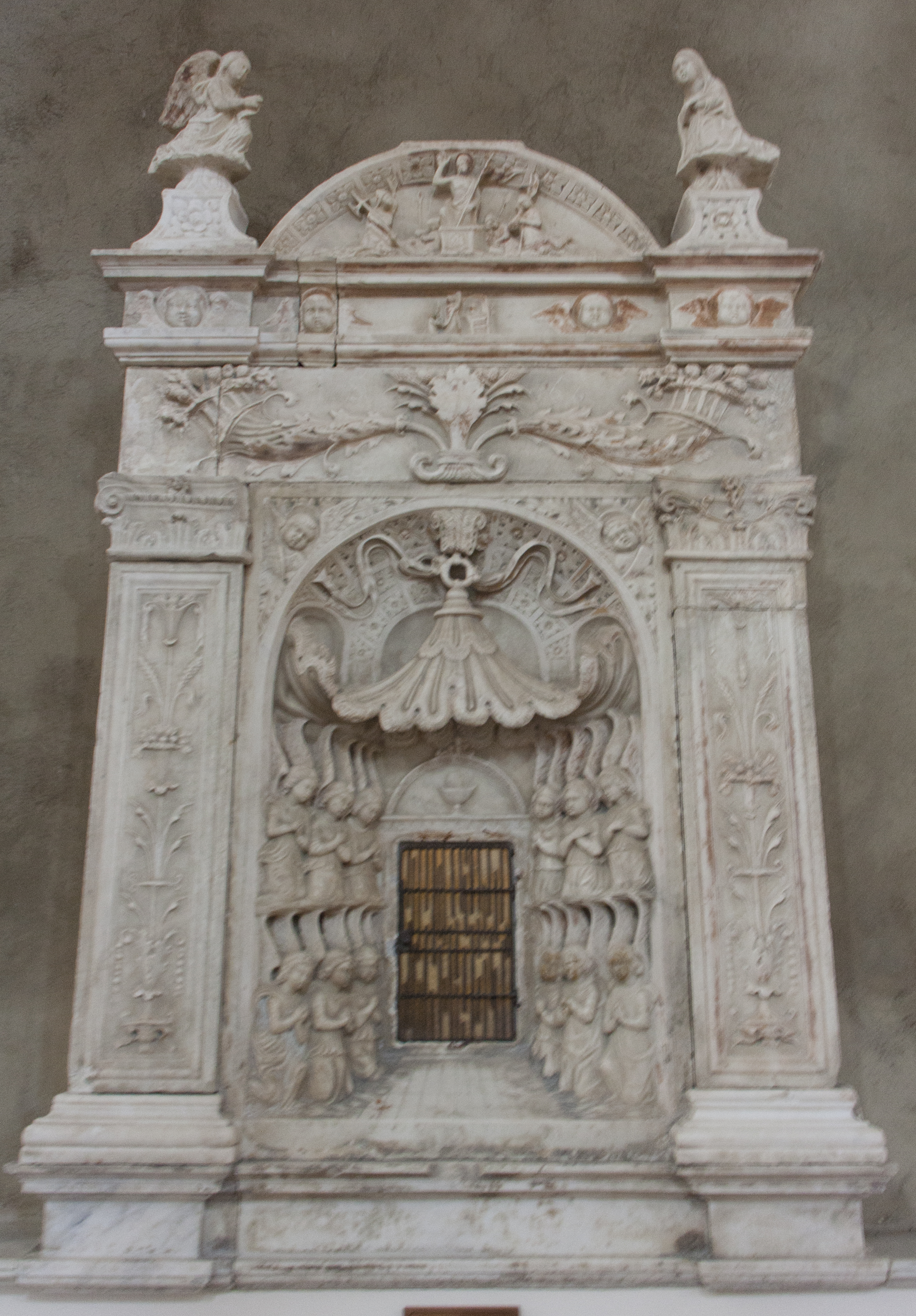
Ciborio di scuola gaginiana.

## Storia

### Epoca paleocristiana - normanna
Il castello denominato Marco - fortilizio arabo normanno - era posto sulla sommità del colle che guardava ad Aquilone (Nord), fu uno dei primi castelli di vetta della Sicilia, comprendeva al suo interno anche una chiesa rupestre paleocristiana del 535 circa. Le strutture di entrambe le costruzioni sono parzialmente visibili attraverso un vetro posto sul piano di calpestio della navata principale.

### Epoca medievale
Fondata sopra i ruderi del castello Marco nel 1340 dal re Pietro II di Sicilia che nel 1342 la elevò a Regia Cappella Palatina, la seconda del Regno di Sicilia dopo quella di Palermo, ad essa dipendente.
Nel 1358 Federico IV dichiarò la chiesa collegiata dipendente e grangia della Cappella Palatina di Palermo.

### Epoca moderna
Dopo le distruzioni apportate dal terremoto del Val di Noto del 1693, fu ricostruita la facciata con la scalinata d'accesso.

### Epoca contemporanea
Nell'anno 1894 la chiesa fu ampliata con la creazione delle tre aree absidali su progetto di Mariano D'Angelo, il quale realizzò nella navata centrale una cupola, visibile solo dall'interno della chiesa, mentre dall'esterno non si nota perché rivestita da un tiburio in pietra di arenaria compatta.
L'ultimo restauro risale al 1987, quando oltre al consolidamento dell'intera struttura è seguito il ripristino del decoro interno, tra l'altro scrostando l'intonaco settecentesco dalle colonne in pietra, ripristinando gli archi gotici, il tetto in legno, il pavimento e successivamente gli affreschi della cappella di San Pietro ed il restauro delle tele.

## Interno
Impianto basilicale ripartito in tre navate per mezzo di 10 colonne.
- 1556, Ciborio di marmo, posto sulla navata destra, opera di scuola gaginiana.
- 1617, Assunzione di Maria, dipinto ubicato sull'altare maggiore della navata centrale occupante l'intero sfondo absidale, opera di Gianforte La Manna.
- XVII secolo, San Filippo e San Giacomo, opera di Gianforte La Manna.

Francesco Sozzi:
- 1783, Incredulità di San Tommaso, olio su tela;
- 1783, Madonna, olio su tela;
- 1783, Sacra Conversazione, olio su tela;
- 1783, Santo Angelo Custode, olio su tela;
- 1783, Il Gran Conte Ruggero e la città di Calascibetta, olio su tela, opera custodita nella sacrestia;
- 1783, Ritratto di monsignor Alfonso Airoldi, arcivescovo di Eraclea e Gran Priore di Sant'Andrea di Piazza Armerina, Giudice del Tribunale dell'Apostolica Legazia, marchese di Santa Colomba, Ordinario della Fedelissima e Vittoriosa Città di Calascibetta, olio su tela, attribuzione.
- 1771, San Francesco di Paola, olio su tela, opera Ludovico Suirech.

### Navata
- Cappella del Coretto: ambiente con sepolture Corvaja.
- Cappella del fonte battesimale. Lunetta con impianto arabo - normanno. Del 1571 il fonte battesimale in marmo bianco, al centro vi è riprodotto il Battesimo di Gesù, sul piedistallo esagonale sono riportate delle idre fluttuanti, opera di scuola gaginiana.
- Cappella di San Pietro Apostolo. Statua con triregno, affreschi.

## Galleria d'immagini

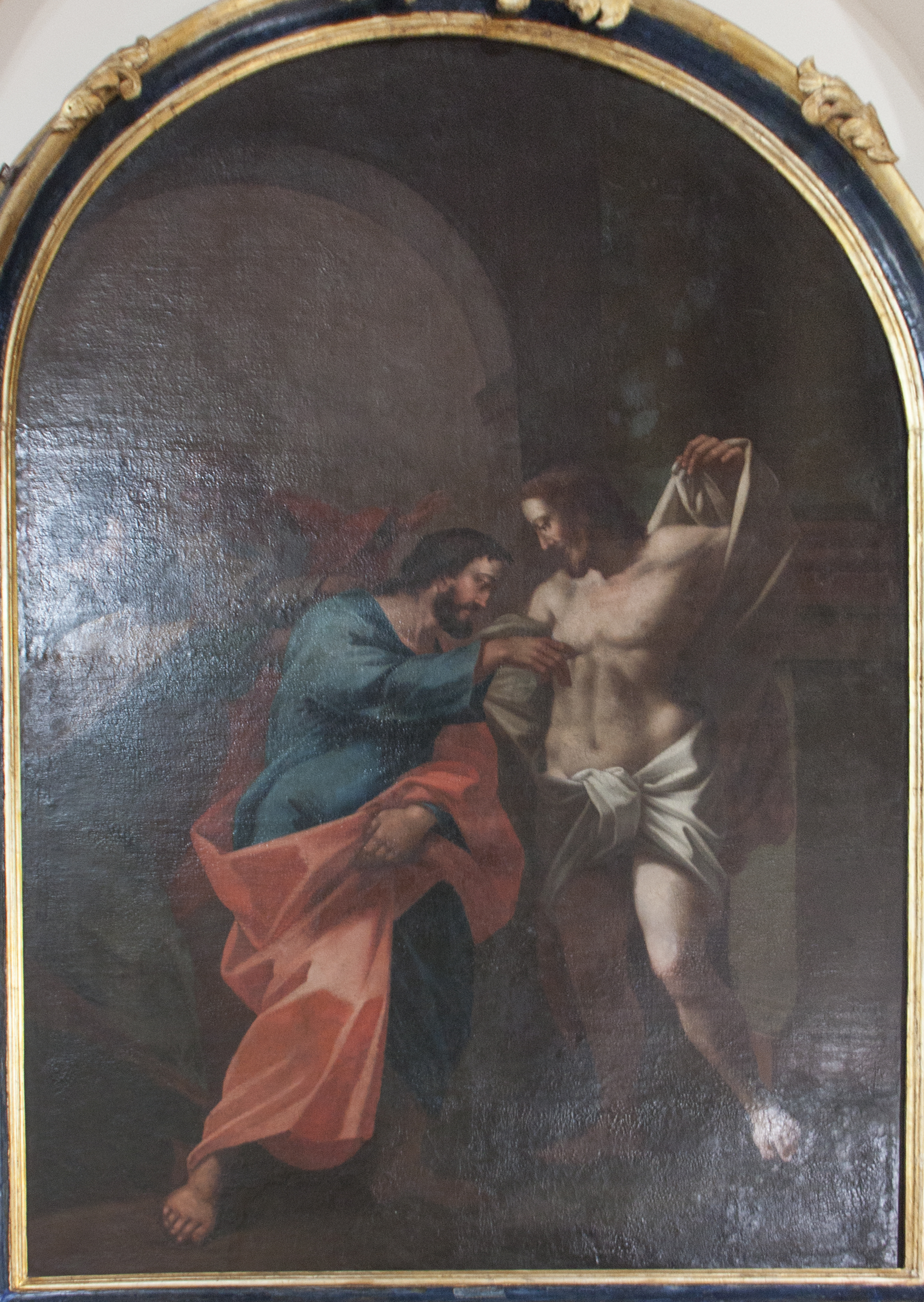
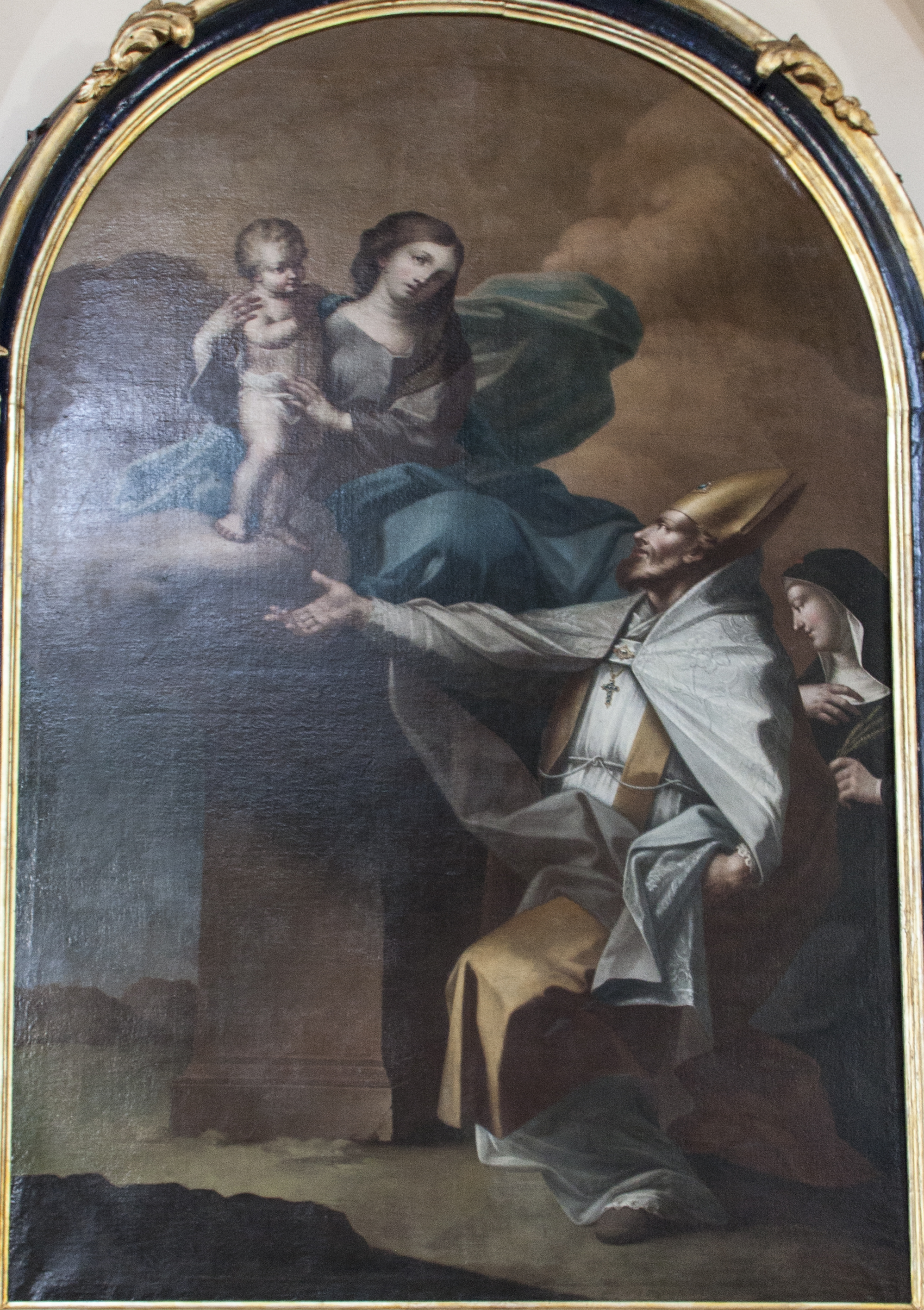
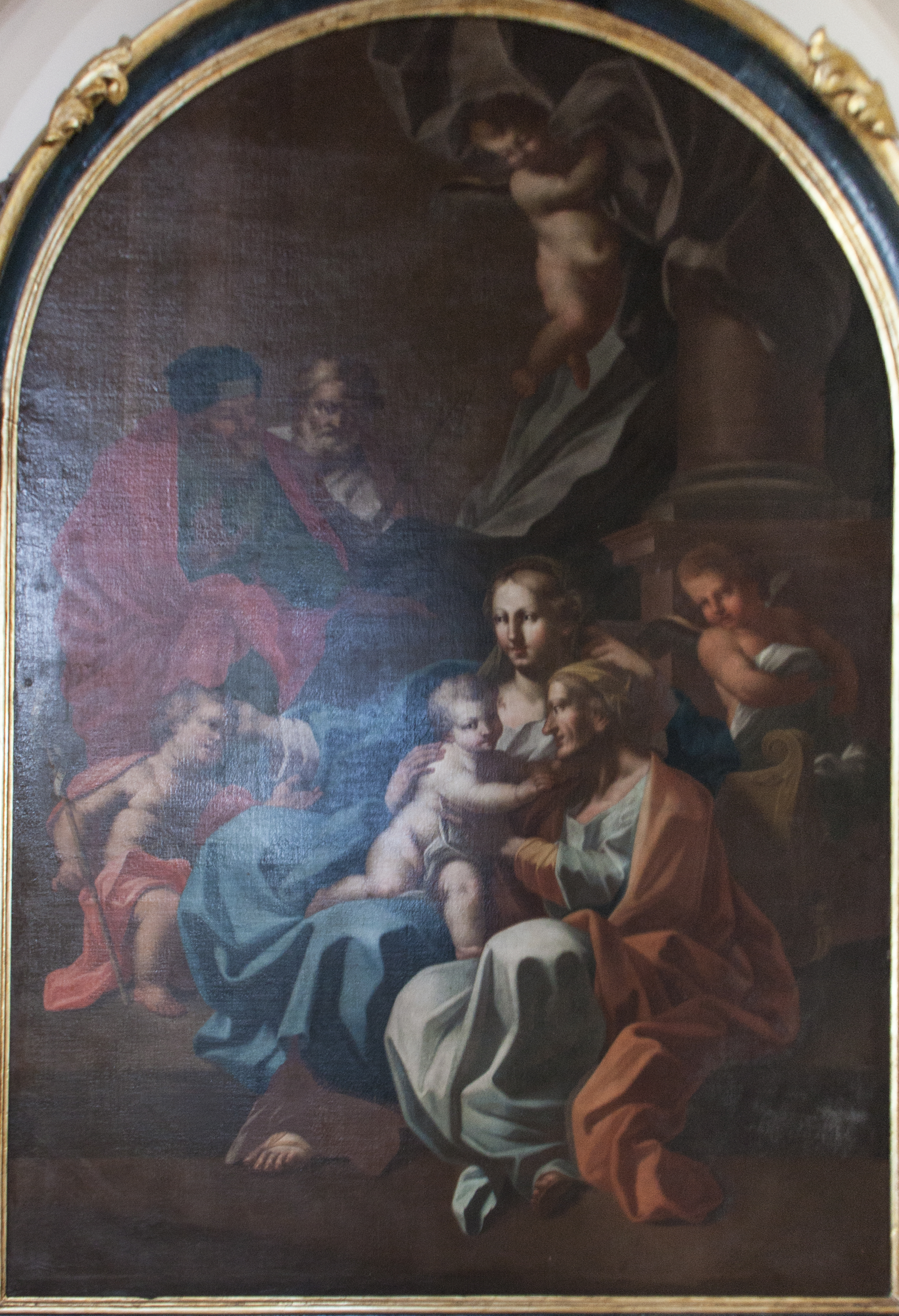
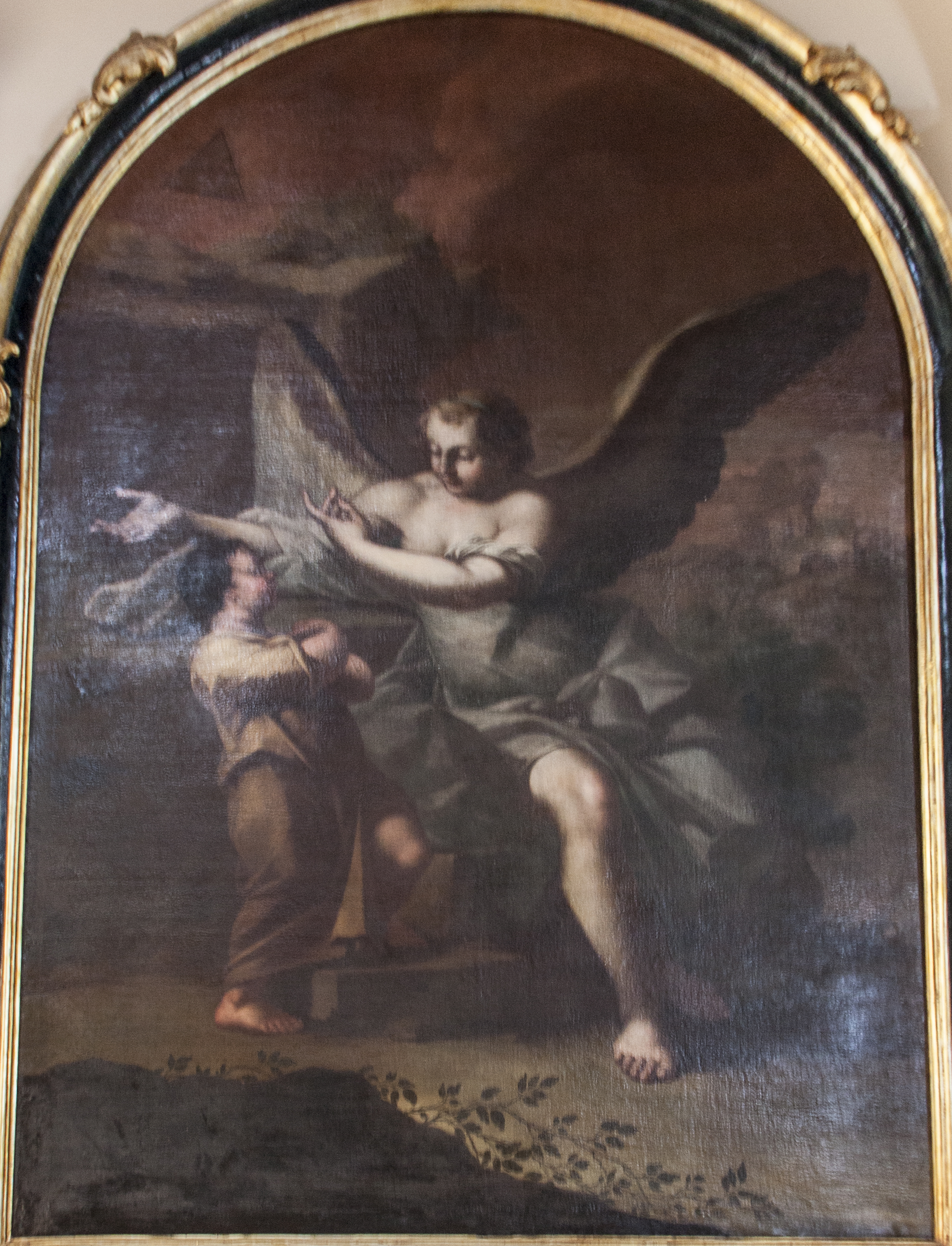
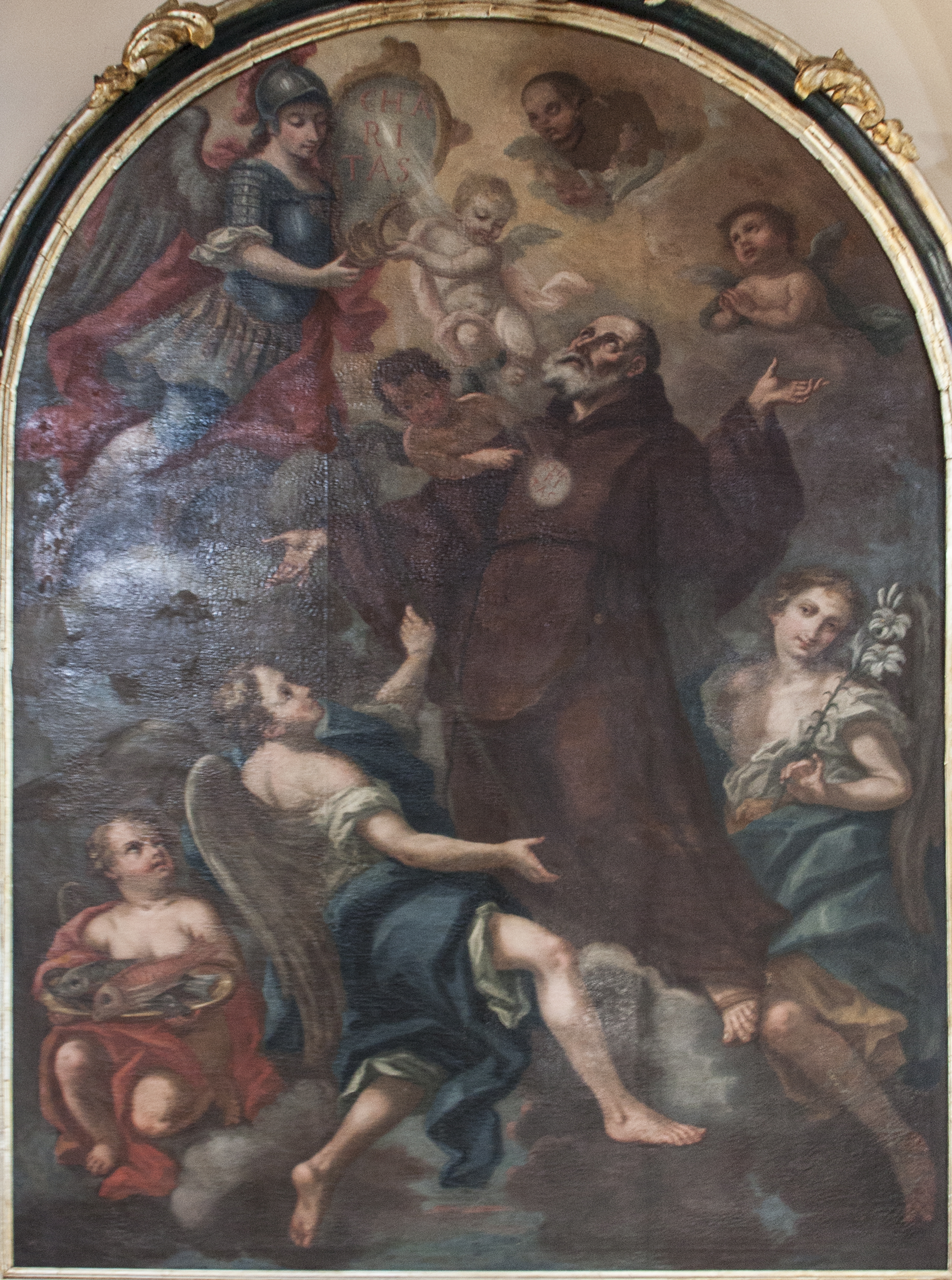
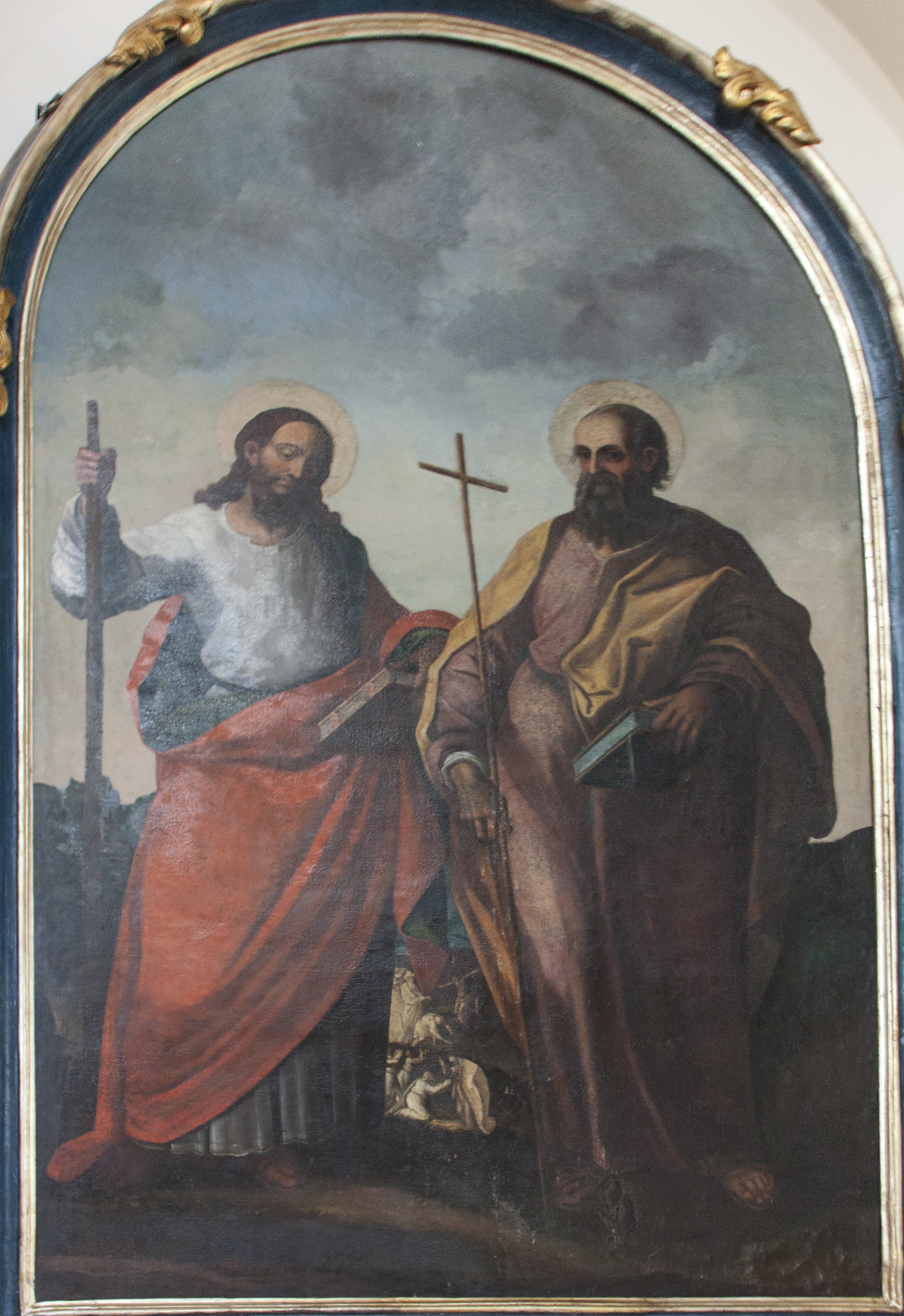